# Gérard Badini
Gérard Badini (* 16. April 1931 in Paris) ist ein französischer Jazzmusiker (Tenorsaxophon, Klarinette, Klavier), Bandleader und Komponist.

## Leben und Wirken
Badini begann seine Karriere als Klarinettist im Orchester von Michel Attenoux in Monte Carlo  im Jahr 1952 und ging 1954 mit Sidney Bechet auf Europa-Tournee. 1955 bildete er ein Trio mit Claude Bolling. Nach 1958 begann er, sich mehr mit dem Tenorsaxophon zu beschäftigen und arbeitete vor allem im Orchester von Claude Bolling, mit Jack Diéval und als Studiomusiker. Seit 1968 spielte er in François Guins Formation Les Swingers, mit denen er beim Montreux Jazz Festival 1970 auftrat und auch auf Afrika-Tournee ging. 1973 gründete er seine eigene Band Swing Machine. 1975 unternahm er eine Tournee in die USA, an der auch Sam Woodyard teilnahm. Mit ihm entstand auch das Album Swing Machine. 1976 arbeitete er mit Sonny Payne. Gérard Badini kehrte 1977 nochmals nach New York zurück. In dieser Zeit nahm er Platten mit Helen Humes, mit der er 1974 auch auf Europatournee war, Roy Eldridge, Clark Terry und anderen auf und spielte mit seinem eigenen Quartett.
Nach seiner Rückkehr nach Frankreich 1979 präsentierte er eine Neuausgabe der Swing Machine mit dem Pianisten Alain Jean-Marie, dem Bassisten Michel Gaudry und dem Schlagzeuger Philippe Combelle. Dann tourte er durch Westafrika. 1984 entstand die Formation Super Swing Machine, eine Big Band mit achtzehn Musikern, mit denen er auf zahlreichen europäischen Jazz Festivals wie in Montreux und Nizza gastierte und TV-Auftritte hatte.
1992 erhielt Gérard Badini den Grand Prix du Jazz der SACEM und 1993 den Prix Boris Vian der Académie du Jazz.
2006 wurde seine Komposition Scriabin’s Groove, basierend auf sechs Klavierstücken von Alexander Scriabin, aufgeführt. Das gleichnamige Album wurde von seinem Sohn Jérôme Badini produziert.

## Diskographie (Auswahl)

### Als Leader
- A Night at the Popcorn (Black & Blue, 1975) mit Sam Woodyard, Milt Buckner, Jimmy Woode
- The Swing Machine (Black & Blue, 1973–77) mit Sam Woodyard, Cootie Williams, Cat Anderson, Raymond Fol, Michel Gaudry
- French Cooking (1980)
- Mr Swing is Still Alive (1985)
- Mr Swing Meets Claude Debussy (1991)
- Swingin’ Marilyn (1994)
- French Cooking (2003)
- Scriabin’s Groove (2006)

### Als Sideman
- Cat Anderson: Plays W.C. Handy (Black & Blue, 1977/78)
- Jimmy Archey & Michel Attenoux & His Orchestra: Jazz in Paris – Jazz at St. German des Pres (Emarcy)
- Sidney Bechet: St Louis Blues (1954)
- Paul Gonsalves: The World is Sad and Blue (1969)
- Lionel Hampton: Ring Dem Vibes (Emarcy, 1976)
- Helen Humes: Sneaking Around (Black & Blue,  1974)